# بروس (استان اشوی‌داشکسیه)
بروس (به لهستانی: Brus) یک منطقهٔ مسکونی در لهستان است که در گمینا یندژیوو واقع شده‌است.